# استكشاف التطور (كتاب)
استكشاف التطور: الحجج لصالح وضد الداروينية الجديدة (بالإنجليزية: Explore Evolution: The Arguments For and Against Neo-Darwinism) هو كتاب بيولوجي مثير للجدل كتبه مجموعة من مؤيدي التصميم الذكي ونشر في عام 2007م. يصفه المروجون له بأنه يهدف إلى مساعدة المعلمين والطلاب على مناقشة "الجوانب المثيرة للجدل للنظرية التطورية التي تمت مناقشتها علنًا في الكتب والمجلات العلمية ولكن لم يتم نشرها على نطاق واسع في الكتب المدرسية. الكتاب أحد نتائج حملات معهد ديسكفري التصميم الذكي "لتعليم الجدل"، وهدفه الواضح هو توفير طريقة "إثبات الدعوى" لمهاجمة نظرية التطور وتعزيز الإبداع العلمي النقدي دون أن تكون هذه الطرق صريحة أو موثقة علميًا.
شارك في تأليف الكتاب ثلاثة أعضاء من معهد ديسكفري هم: ستيفن ماير، وسكوت منج، وبول نيلسون، بالإضافة إلى الرسام والمؤلف المبتكر جوناثان مانيماكر ورالف سيلك.
يقترح نيك ماتزكي من المركز الوطني لتدريس العلوم أنه قد تم اختيار اسم استكشاف التطور بقصد إثارة البلبلة. على سبيل المثال اسم استكشاف التطور هو أيضًا اسم برنامج منحة تقدمها مؤسسة العلوم الوطنية لمنح المتاحف في الولايات المتحدة والذي بدأ أعماله في يونيو 2003.
يحل هذا الكتاب محل كتاب من الباندا والناس، وهو الكتاب المدرسي الذي كان يهدف في السابق إلى تقديم نظرية التصميم الذكي لطلاب المدارس الثانوية. قام زملاء وليم ديمبسكي وجوناثان ويلز في معهد ديسكفري بإعادة كتابة كتاب «من الباندا والناس» في كتاب مدرسي جديد مكون من 360 صفحة بعنوان «تصميم الحياة».

## غاية الكتاب
يشجع معهد ديسكفري كتاب استكشاف التطور كنهج بديل لتعميم طلاب المدارس الثانوية نظرية التطور. قال الدكتور جون ويست من معهد ديسكفري موزع الكتاب بالولايات المتحدة: «للأسف فإن معظم كتب البيولوجيا المستخدمة اليوم» مُخَفَّفة وتؤدي مهمة سيئة لتفسير التطور، سيؤدي تدريس كتاب استكشاف التطور إلى تحسين تعليم التطور من خلال تزويد المعلمين والطلاب بمزيد من المعلومات حول التطور مما يحتمل أن لا يجدوه في أي كتاب مدرسي آخر مكتوب على نفس المستوى.
يدعي معهد ديسكفري أن كتاب استكشاف التطور يشجع التفكير الناقد، وهو ما قاله المركز الوطني لتعليم العلوم: يستكشف الكتاب التعلم القائم على الاستقصاء، ويشجع الطلاب على المشاركة في عملية الاكتشاف والتداول والحجة التي يستخدمها العلماء لتشكيل نظرياتهم.
يذكر معهد ديسكفري أن الكتاب المدرسي تمت مراجعته عن طريق مراجعة الأقران، وقالوا أن من كتبه هم مجموعة من المؤلفين يحملون أوراق اعتماد لا تشوبها شائبة.
قدَّم برنامج الماجستير في آداب العلوم والدين، وجامعة كريستيان بيولا الإنجيلية التابعة لوزارة التعليم في لوس أنجلوس (معهد الكتاب المقدس في لوس أنجلوس سابقًا) مؤتمرا بعنوان ندوة معلم العلوم: تدريس الأصول البيولوجية في شهر أغسطس 2007. كان الدافع الرئيسي لهذا المؤتمر هو تقديم وتعزيز «كتاب استكشاف التطور» ككتاب مدرسي للمعلمين وغيرهم.
استخدمت العديد من المدارس العامة والكليات مسودات من كتاب اكتشاف التطور، وهناك خطط لاستخدام الكتاب في مدرسة عامة في تاكوما واشنطن. في أواخر عام 2009 أرسلت مجموعة «الحقيقة في العلوم» التي تتخذ من المملكة المتحدة مقراً لها نسخاً من الكتاب لأمناء المكتبات بالمدارس البريطانية بدعوى أنها مناسبة لمنهج العلوم في المملكة المتحدة. رداً على ذلك نشر المركز البريطاني لتعليم العلوم خطابًا مفتوحًا إلى أمناء المكتبات بالمدارس في المملكة المتحدة مع منشور بعنوان «كشف استكشاف التطور» يستند إلى تحليل المركز الوطني لتعليم العلوم ومدى موائمته مع مناهج المملكة المتحدة.

## ردود الفعل
كتبت الكاتبة العلمية سالي ليرمان مقالة افتتاحية في صحيفة غلوب بوسطن في 9 أغسطس 2007 صرحت فيها أن كتاب استكشاف التطور يدعي تعليم الطلاب التفكير الناقد ولكنه يستخدم بدلاً من ذلك العلوم الزائفة لمهاجمة نظرية داروين. كتب عضو هيئة التدريس بجامعة مينيسوتا بي زد مايرز مراجعة أولية بعد فحص نسخة من الكتاب، وكان لدى مايرز انطباع سلبي عن الكتاب، كتب: بشكل عام، يعرض الكتاب الموضوعات بشكل سطحي، ويختار الكرز كأمثلة، ويضع فرضيات ضحلة لا تشبه كثيرًا ما يفكر فيه العلماء بالفعل حول هذا الموضوع، ثم يُطلق النار على الأمثلة بطريقة تثير الشكوك في جميع التخصصات، إنه كتاب سيئ وغير أمين، كمن يبيع الكعك الساخن لكل معلم كسول.
يقول مدير مشروع المعلومات العامة في المركز الوطني لتدريس العلوم نيك ماتزكي أن كتاب استكشاف التطور هو إشارة رئيسية في طليعة المرحلة الرابعة من جدلية الخلق والتطور، حيث تطور الهجوم لديهم وبدؤا في الإلحاح في فرض الخلق، وتصريحهم بحقيقة التصميم الذكي دون الإدلاء ببراهين واضحة. هذه هي الاستراتيجية المستخدمة في الكتاب عام 2007.
أقر معهد ديسكفري بأن إستراتيجية الكتاب قد صيغت في محاولة لتجنب تكرار هزائم المحكمة السابقة: تبنت مجالس المدارس الحكومية في بنسلفانيا وساوث كارولينا ونيو مكسيكو ومينيسوتا إلى جانب المجالس المحلية في ويسكونسن ولويزيانا معايير علمية لتشجيع التحليل النقدي لنظرية الداروينية، حتى الآن لم نواجه أي دعوى قضائية بمثل هذه المعايير.

## وصلات خارجية
- كتاب استكشاف التطور (بالإنجليزية)